# The Kid's American
«The Kid's American» es una popular canción del músico estadounidense Matthew Wilder. Fue originalmente publicada en 1983 como parte del aclamado álbum I Don't Speak the Language, donde apareció como segunda pista. Adicionalmente, también fue publicada como sencillo en dos versiones. El sencillo fue relativamente exitoso, entrando en las listas de éxitos de Estados Unidos (Billboard Hot 100) y el Reino Unido (UK Singles Chart). También fue filmado un videoclip del tema, el cual fue emitido por MTV. Según ciertas estadísticas, The Kid's American es la segunda canción más exitosa y conocida de Wilder, siendo únicamente superada por Break My Stride. Los sencillos fueron originalmente lanzados en 1983 (en Países Bajos, Reino Unido (solo la versión remix), Estados Unidos, Canadá y la Unión Europea), mientras que en otros países los sencillos no fueron lanzados hasta 1984 (en Francia, España, el Reino Unido (solo la versión del álbum) y Alemania). La canción apareció en algunas ocasiones en el programa infantil estadounidense Kids Incorporated.

## Lista de canciones
Todas las canciones escritas y compuestas por Matthew Wilder. 
| Versión remix |                                           |          |  |
| N.º           | Título                                    | Duración |  |
| 1.            | «The Kid's American (Remix/Club Version)» | 6:01     |  |
| 2.            | «The Kid's American (Dub Version)»        | 4:35     |  |
| 10:36         |                                           |          |  |

Todas las canciones escritas y compuestas por Matthew Wilder. 
| Versión original |                                                                                        |          |  |
| N.º              | Título                                                                                 | Duración |  |
| 1.               | «The Kid's American» (Versión original del álbum I Don't Speak the Language)           | 3:25     |  |
| 2.               | «Ladder Of Lovers» (Canción también perteneciente al álbum I Don't Speak the Language) | 4:07     |  |
| 7:32             |                                                                                        |          |  |

## Posición en listas
| Año  | País                        | Lista             | Posición | Total de semanas |
| ---- | --------------------------- | ----------------- | -------- | ---------------- |
| 1984 | Bandera de Estados Unidos   | Billboard Hot 100 | 33       | 13               |
| 1984 | Bandera del Reino Unido     | UK Singles Chart  | 93       | 1                |
| 1984 | Bandera de Alemania         | Hit-Bilanz        | 35       | 8                |
| 1984 | Bandera de los Países Bajos | Dutch Top 40      | 28       | 4                |